# Кроуфорд, Теренс
Те́ренс А́лан Кро́уфорд (англ. Terence Allan Crawford; род. 28 сентября 1987, Омаха, Небраска, США) — непобежденный американский боксёр-профессионал, выступающий в легкой, 1-й полусредней, полусредней и 1-й средней весовых категориях. Чемпион Панамериканских игр (2007).
Бывший абсолютный чемпион мира в полусреднем весе (2023) и бывший абсолютный чемпион мира в 1-м полусреднем весе (2017). Первый в истории боксер, завладевший 4-я основными титулами в двух весовых категориях.
Чемпион мира по версиям WBO (2014—2015), The Ring (2014—2015) в лёгком весе (до 61,235 кг). Чемпион мира по версиям WBC (2016—2018), WBA-super (2017), IBF (2017), WBO (2015—2017), The Ring (2016—2018) в 1-м полусреднем весе (до 63,503 кг). Чемпион мира по версиям WBO (2018—2024), WBC (2023—2024), WBA-super (2023—2024), IBF (2023), The Ring (2023—2024) в полусреднем весе (до 66,678 кг), бывший чемпион мира по версии WBA (2023—2024) в первом среднем весе (до 69,9 кг).
Проспект года по версии Sports Illustrated (2013). Боксер года по версии BWAA (2014) и ESPN (2014; 2017), ESPY Award (2018). Лучший боксёр вне зависимости от весовой категории по версии журнала «The Ring» (2023—2024).

## Любительская карьера
- Соревновался в 2002 году в США, в национальном турнире Серебряные перчатки (возраст 14-15 лет) в 95 фунтах, проиграв Майку Далласу-младшему.
- Соревновался в 2004 году на юношеских Олимпийских играх в США.
- Четвертьфиналист чемпионата США 2005 (США) в 132 фунтах.
- Завоевал серебряную медаль в 2006 году на Национальном чемпионате Золотые перчатки в 60 кг.
- Завоевал бронзовую медаль на чемпионате США 2006 года в 60 кг, проиграл Дэнни Гарсии.
- Четвертьфиналист чемпионата США 2006 года в 60 кг.
- Завоевал золотую медаль в США турнире в 132 фунтах, победил Дэнни Гарсию.
- Завоевал золотую медаль в 2006 году на Национальном атлетическом чемпионате в 60 кг. Победил Диего Магдалено.
- Завоевал золотую медаль на США Панамериканских Играх Box-офф 2007 года в 132 фунтах.
- Соревновался в Олимпийских квалификационных играх США 2008 года. Победил Диего Магдалено, Мейсона Менара, проиграл Садаму Али и Мигелю Гонсалесу.

## Профессиональная карьера
Кроуфорд дебютировал на профессиональном ринге в марте 2008 года.

### Лёгкий вес
Долгое время боксировал против низкорейтинговых боксёров.
30 марта 2013 года Кроуфорд победил по очкам известного колумбийского боксёра, Брейдиса Прейскотта.
15 июня 2013 года Кроуфорд нокаутировал в 6-м раунде мексиканца Алехандро Санабрио, и завоевал североамериканский титул по версии WBO NABO.
5 сентября 2013 года Кроуфорд победил по очкам непобеждённого россиянина Андрея Климова.

#### Чемпионский бой с Рики Бёрнсом
3 марта 2014 года победил в Великобритании местного боксёра Рикки Бёрнса и стал новым чемпионом мира по версии WBO в лёгком весе.

#### Бой с Юриоркисом Гамбоа
28 июня 2014 года встретился с непобеждённым экс-чемпионом мира в полулёгком весе кубинцем Юриоркиса Гамбоа. В начале боя Гамбоа имел преимущество за счет скорости и работы ног, однако Кроуфорд сумел перехватить инициативу после 4 раунда, отправляя Гамбоа в нокдаун один раз в 5-м, один раз в 8-м и два раза в 9-м раунде. В итоге Кроуфорд победил техническим нокаутом в 9 раунде.
29 ноября 2014 года защитил свой титул, победив по очкам мексиканца Раймундо Бельтрана. После этого поднялся в первый полусредний вес.

### Первый полусредний вес

#### Чемпионский бой с Томасом Дюлорме
18 апреля 2015 года победил техническим нокаутом в 6-м раунде пуэрториканца Томаса Дюлорме и завоевал вакантный титул чемпиона мира в 1-м полусреднем весе по версии WBO.

#### Объединительный бой с Виктором Постолом
23 июля 2016 года встретился в объединительном поединке с чемпионом мира в 1-м полусреднем весе по версии WBC украинцем Виктором Постолом. На кону также стоял вакантный титул чемпиона мира в этом весе по версии журнала «Ринг». В начале боя оба спортсмена действовали очень осторожно. В 5-м раунде Кроуфорд дважды отправил Постола в нокдаун. Вторую половину боя американец провёл активнее, чем первую. Теренс был быстрее и точнее своего соперника. После двенадцати раундов боя судьи единогласно отдали победу американцу: 117—108 и 118—107 (дважды).

#### Бой с Джоном Молиной-младшим
10 декабря 2016 года нокаутировал в 8-м раунде бывшего претендента на титул чемпиона мира в лёгком весе американца Джона Молину-младшего.

#### Бой с Феликсом Диасом
20 мая 2017 года досрочно победил доминиканца Феликса Диаса. После 10-го раунда угол Диаса отказался от продолжения боя.

#### Объединительный бой с Джулиусом Индонго
В июне 2017 года было объявлено, что 19 августа Кроуфорд встретится с чемпионом мира в 1-м полусреднем весе по версиям WBA и IBF не имеющим поражений намибийцем Джулиусом Индонго. Поединок состоялся в Линкольне, Небраска. Во 2-м раунде американец отправил своего соперника в нокдаун, но тот поднялся и продолжил бой. В 3-м раунде Теренс отправил Индонго в нокдаун мощным ударом по печени. Индонго не смог подняться до окончания отсчёта рефери. Таким образом, Кроуфорд выиграл нокаутом и стал абсолютным чемпионом мира.
В бою с Джулиусом Индонго мог претендовать на 6 поясов, но IBO (International Boxing Organization) не санкционировала бой, так как предыдущий чемпион организации, Индонго, отказался платить взнос за санкционирование боя. По этой причине, пояс IBO не стоял на кону, и на, данный момент, он вакантен, чемпиона в первом полусреднем весе по версии IBO нет.

### Полусредний вес

#### Чемпионский бой с Джеффом Хорном
9 июня 2018 года досрочно победил чемпиона мира в полусреднем весе по версии WBO австралийца Джеффа Хорна и отобрал его титул. Поединок завершился в 9-м раунде. Таким образом, Кроуфорд стал чемпионом мира в третьей весовой категории.

#### Бой с Амиром Ханом
Бой с Эгидиюсом Каваляускасом

#### Бой с Келлом Бруком
14 ноября 2020 года в МGM Grand, Лас-Вегас (Невада, США) состоялась защита титула WBO в полусреднем весе против британского экс-чемпиона мира Келла Брука. Бой начался с дуэли джебов в которой Брук имевший преимущество в антропометрии, преуспел. Кроуфорд работал в левосторонней стойке старясь держать за собой центр ринга. По статистике ударов после двух раундов количество донесённых до цели ударов было в пользу Брука (13:20). В третьем раунде преимуществом завладел Теренс - был быстрее и результативней. За 3-й раунд он отыграл преимущество, а в 4-м послал Брука в нокдаун, затем был забит до остановки рефери. 

#### Бой с Шоном Портером
20 ноября 2021 года встретился с обязательным претендентом Шоном Портером. В 3 раунде в столкновении головами претендент заработал рассечение возле правого глаза. В 5-м раунде в аналогичной ситуации рассечение получил чемпион. В перерыве между 9 и 10 раундом Тимоти Брэдли, сидящий рядом с судейской бригадой, «подсказал» Кроуфорду, что тот проигрывает по очкам. На старте 10-го раунда Кроуфорд поймал Шона левым апперкотом, отправив в нокдаун. Портер поднялся, но Теренс снова отправил соперника в нокдаун, после чего угол Портера остановил бой. На момент остановки боя чемпион вел на карточках 3 судей: 86—85, 86—85 и 87—84. После этого боя Портер объявил о завершении карьеры.

#### Бой с Давидом Аванесяном
После срыва переговоров с объединенным чемпионом Эролом Спенсом 10 октября 2022 года Кроуфорд вышел на промежуточную домашнюю защиту с Аванесяном. Несмотря на статус явного андердога Аванесян начал бодро, шёл вперед и поддавливал звездного чемпиона. К 4-му раунду работа чемпиона стала точной и жесткой особенно на средней дистанции. В концовке 6-го раунда Кроуфорд выцелил связкой "левый снизу - правый сбоку" отправив претендента в тяжелый нокаут.

#### Объединительный бой с Эрролом Спенсом
29 июля 2023 года встретился с не имеющим поражений чемпионом мира по версиям WBA, WBC, IBF Эрролом Спенсом. Спенс пытался прессинговать противника, но Кроуфорд был точнее и успешнее в своих атаках. По ходу боя Эррол три раза был в нокдауне: один раз во 2-м раунде и два раза в 7-м. Примечательно, что это были первые нокдауны в его профессиональной карьере. В 9-м раунде, после очередной затяжной и успешной атаки Кроуфорда, рефери остановил поединок. Для Спенса это поражение стало первым в карьере.
9 ноября 2023 года был лишён титула чемпиона мира по версии IBF из-за то, что решил провести реванш с Эрролом Спенсом вместо боя обязательным претендентом Джароном Эннисом. 10 января 2024 года Теренс Кроуфорд намекнул в своём твиттере, что его реванш с Эрролом Спенсом не состоится. Спенс, который перенес операцию и намекал на завершение карьеры, возможно, обсудил это с Кроуфордом.

### Первый средний вес

#### Бой с Исраилом Мадримовым
3 августа 2024 года в Лос-Анджелесе (США) состоялся бой в рамках серии Riyad Season, организованный Саудовской Аравией, впервые проведённый не на территории своей страны. Главным событием вечера стал поединок бывшего первого номера рейтинга Р4Р Кроуфорда c узбекским боксёром, чемпионом мира по версии WBA, Исраилом Мадримовым. На кону боя стоял титул чемпиона мира по версии WBA (1-я защита Мадримова) и титул временного чемпиона мира по версии WBO в 1-м среднем весе. Бой начался с разведки, бойцы осторожничали и не рисковали. Кроуфорд был активен, выбрасывал много ударов особенно был актвен джеб. В 4-м раунде Мадримов добавил финтов и рвал ритм и явно осложнил этим задачу звездному оппоненту. После 6-го раунда боксеры активизировались, раунды были близкими, Мадримову удалось взять пару раундов, но Кроуфорд перерабатывал особенно в джебе. По итогу 12 раундов судьи выставили счёт: 116—112, 115—113 и 115—113 в пользу Теренса. Мадримов не согласился с результатом. Compubox статистика ударов: Кроуфорд был более точен (95-84) за счёт лучшего джеба (40-19). За Мадримовым остались силовые (65-55). 
13 августа стало известно, Кроуфорд отказался от пояса WBO в полусреднем весе, с которого началось его чемпионство в 66,7 кг и начинает переход во второй средний вес (76.2) для встречи с абсолютным чемпионом этого веса Саулем Альваресом. 

## Статистика боёв
В таблице перечислены результаты всех поединков боксёров.
В каждой строке указан результат поединка. Дополнительно номер поединка обозначен цветом, который обозначает итог поединка. Расшифровка обозначений и цветов представлена в нижеследующей таблице.
| Пример | Расшифровка                     |
| ------ | ------------------------------- |
|        | Победа                          |
|        | Ничья                           |
|        | Поражение                       |
|        | Планируемый поединок            |
|        | Поединок признан несостоявшимся |
| КО     | Нокаут                          |
| ТКО    | Технический нокаут              |
| PTS    | Решение судей (по очкам)        |
| UD     | Единогласное решение судей      |
| MD     | Решение большинства судей       |
| SD     | Раздельное решение судей        |
| RTD    | Отказ от продолжения боя        |
| DQ     | Дисквалификация                 |
| NC     | Поединок признан несостоявшимся |

| 41 поединков, 41 побед (31 нокаутом). | 41 поединков, 41 побед (31 нокаутом). | 41 поединков, 41 побед (31 нокаутом). | 41 поединков, 41 побед (31 нокаутом).                                           | 41 поединков, 41 побед (31 нокаутом). | 41 поединков, 41 побед (31 нокаутом). |
| Бой                                   | Дата                                  | Соперник                              | Место проведения                                                                | Результат                             | Примечание |
| ------------------------------------- | ------------------------------------- | ------------------------------------- | ------------------------------------------------------------------------------- | ------------------------------------- | --- |
| 41                                    | 3 августа 2024                        | Исраил Мадримов (10-0-1)              | BMO Stadium, Лос-Анджелес, Калифорния, США                                      | UD 12                                 | Бой за титул чемпиона мира по версии WBA (1-я защита Мадримова) и титул временного чемпиона мира по версии WBO в 1-м среднем весе. |
| 40                                    | 29 июля 2023                          | Эррол Спенс (28-0)                    | Ти-Мобайл Арена, Лас-Вегас, Невада, США                                         | TKO 9 (12), 2:32                      | Бой за звание абсолютного чемпиона мира в полусреднем весе, по версиям WBC (3-я защита Спенса), IBF (7-я защита Спенса), WBA Super (1-я защита Спенса), WBO (7-я защита Кроуфорда) и The Ring (вакантный) в полусреднем весе. Спенс в нокдауне во 2-м и два раза в 7-м раунде.                                 |
| 39                                    | 10 декабря 2022                       | Давид Аванесян (29-3-1)               | CHI Health Center, Омаха, Небраска, США                                         | KO 6 (12), 2:14                       | Защитил титул чемпиона мира по версии WBO (6-я защита Кроуфорда) в полусреднем весе. |
| 38                                    | 20 ноября 2021                        | Шон Портер (31-3-1)                   | Мандалай-Бэй, Лас-Вегас, Невада, США                                            | TKO 10 (12), 1:21                     | Защитил титул чемпиона мира по версии WBO (5-я защита Кроуфорда) в полусреднем весе. |
| 37                                    | 14 ноября 2020                        | Келл Брук (39-2-0)                    | MGM Grand, Лас-Вегас, Невада, США                                               | TKO 4 (12), 1:14                      | Защитил титул чемпиона мира по версии WBO (4-я защита Кроуфорда) в полусреднем весе. |
| 36                                    | 14 декабря 2019                       | Эгидиюс Каваляускас (21-0-1)          | Мэдисон-сквер-гарден, Нью-Йорк, штат Нью-Йорк, США                              | TKO 9 (12), 0:44                      | Защитил титул чемпиона мира по версии WBO (3-я защита Кроуфорда) в полусреднем весе. |
| 35                                    | 20 апреля 2019                        | Амир Хан (33-4)                       | Мэдисон-сквер-гарден, Нью-Йорк, штат Нью-Йорк, США                              | TKO 6 (12), 0:47                      | Защитил титул чемпиона мира по версии WBO (2-я защита Кроуфорда) в полусреднем весе. |
| 34                                    | 13 октября 2018                       | Хосе Бенавидес (27-0)                 | CHI Health Center, Омаха, Небраска, США                                         | TKO 12 (12), 2:42                     | Защитил титул чемпиона мира по версии WBO (1-я защита Кроуфорда) в полусреднем весе. |
| 33                                    | 9 июня 2018                           | Джефф Хорн (18-0-1)                   | MGM Grand, Лас-Вегас, Невада, США                                               | TKO 9 (12), 2:33                      | Завоевал титул чемпиона мира по версии WBO (2-я защита Хорна) в полусреднем весе. |
| 32                                    | 19 августа 2017                       | Джулиус Индонго (22-0)                | Pinnacle Bank Arena, Линкольн, Небраска, США                                    | KO 3 (12), 1:38                       | Объединительный бой за титул абсолютного чемпиона мира по всем версиям: WBC (3-я защита Кроуфорда), WBO (6-я защита Кроуфорда), WBA Super (1-я защита Индонго), IBF, (2-я защита Индонго) и The Ring (3-я защита Кроуфорда) в 1-м полусреднем весе.                                                            |
| 31                                    | 20 мая 2017                           | Феликс Диас (19-1)                    | Мэдисон-сквер-гарден, Нью-Йорк, штат Нью-Йорк, США                              | RTD 10 (12)                           | Защитил титулы чемпиона мира по версиям WBC (2-я защита Кроуфорда), WBO (5-я защита Кроуфорда) и The Ring (2-я защита Кроуфорда) в 1-м полусреднем весе. |
| 30                                    | 10 декабря 2016                       | Джон Молина-младший (29-6)            | CenturyLink Center, Омаха, Небраска, США                                        | TKO 8 (12)                            | Чемпион мира в 1-м полусреднем весе по версиям WBC (1-я защита Кроуфорда), WBO (4-я защита Кроуфорда) и The Ring (1-я защита Кроуфорда). |
| 29                                    | 23 июля 2016                          | Виктор Постол (28-0)                  | MGM Grand, Лас-Вегас, Невада, США                                               | UD 12                                 | Объединительный бой за титулы чемпиона мира по версиям WBC (1-я защита Постола) и WBO (3-я защита Кроуфорда) в 1-м полусреднем весе. Вакантный титул The Ring в 1-м полусреднем весе. Постол дважды в нокдауне в 5 раунде. Постол оштрафован в 11 раунде за удар по затылку. Счёт: 117/108 и 118/107 (дважды). |
| 28                                    | 27 февраля 2016                       | Генри Ланди (29-1-0)                  | Мэдисон-сквер-гарден, Нью-Йорк, штат Нью-Йорк, США                              | TKO 5 (12)                            | Защитил титул чемпиона мира в 1-м полусреднем весе по версии WBO (2-я защита Кроуфорда). |
| 27                                    | 24 октября 2015                       | Дьерри Жан (29-1-0)                   | CenturyLink Center, Омаха, Небраска, США                                        | TKO 10 (12)                           | Защитил титул чемпиона мира в 1-м полусреднем весе по версии WBO (1-я защита Кроуфорда). |
| 26                                    | 18 апреля 2015                        | Томас Дюлорме (22-1-0)                | College Park Center, Арлингтон, Техас, США                                      | TKO 6 (12)                            | Завоевал вакантный титул чемпиона мира в 1-м полусреднем весе по версии WBO. Дюлорме три раза в нокдауне в 6-м раунде. |
| 25                                    | 29 ноября 2014                        | Раймундо Бельтран (29-6-1)            | CenturyLink Center, Омаха, Небраска, США                                        | UD 12                                 | Чемпион мира в лёгком весе по версии WBO (2-я защита Кроуфорда). Завоевал вакантный титул The Ring в лёгком весе. Счёт судей: 120/108 и 119/109 (дважды). |
| 24                                    | 28 июня 2014                          | Юриоркис Гамбоа (23-0-0)              | CenturyLink Center, Омаха, Небраска, США                                        | TKO 9 (12)                            | Чемпион мира в лёгком весе по версии WBO (1-я защита Кроуфорда). Гамбоа в нокдауне один раз в 5-м, один раз в 8-м и два раза в 9-м раунде. |
| 23                                    | 1 марта 2014                          | Рики Бёрнс (36-2-1)                   | Scottish Exhibition Centre, Глазго, Шотландия, Великобритания                   | UD 12                                 | Чемпион мира в лёгком весе по версии WBO (5-я защита Бёрнса). Счёт судей: 117/111 и 116/112 (дважды). |
| 22                                    | 5 октября 2013                        | Андрей Климов (16-0-0)                | Amway Center, Орландо, Флорида, США                                             | UD 10                                 | Счёт судей: 100/90 (все). |
| 21                                    | 15 июня 2013                          | Алехандро Санабриа (34-1-1)           | American Airlines Center, Даллас, Техас, США                                    | TKO 6 (10)                            | Вакантный титул WBO NABO в лёгком весе. |
| 20                                    | 30 марта 2013                         | Брейдис Прескотт (26-4-0)             | Mandalay Bay Resort & Casino, Лас-Вегас, Невада, США                            | UD 10                                 | Счёт судей: 97/93, 99/91, 100/90. |
| 19                                    | 10 ноября 2012                        | Сидни Сикейра (19-6-1)                | Wynn Resort, Лас-Вегас, Невада, США                                             | TKO 6 (8)                             | |
| 18                                    | 13 сентября 2012                      | Харди Паредес (15-10-0)               | Hard Rock Hotel and Casino, Лас-Вегас, Невада, США                              | TKO 4 (8)                             | |
| 17                                    | 8 июня 2012                           | Давид Родела (16-5-3)                 | Hard Rock Hotel and Casino, The Joint, Лас-Вегас, Невада, США                   | KO 2 (6)                              | Родела в нокдауне в 1-м и во 2-м раунде. |
| 16                                    | 14 апреля 2012                        | Андре Горжес (11-2-0)                 | Mandalay Bay Hotel & Casino, Mandalay Bay Events Center, Лас-Вегас, Невада, США | KO 5 (6)                              | |
| 15                                    | 10 сентября 2011                      | Анхель Риос (9-6-0)                   | Boardwalk Hall, Атлантик-Сити, Нью-Джерси, США                                  | UD 8                                  | Счёт судей: 80/71 и 80/72 (дважды). |
| 14                                    | 30 июля 2011                          | Деррик Кампос (20-11-0)               | Softball Country Arena, Денвер, Колорадо, США                                   | TKO 2 (6)                             | |
| 13                                    | 26 февраля 2011                       | Энтони Мора (15-6-0)                  | Heartland Events Center, Гранд-Айленд, Небраска, США                            | KO 1 (6)                              | |
| 12                                    | 31 июля 2010                          | Рон Бойд (6-10-1)                     | Sovereign Bank Baseball Stadium, Йорк, Пенсильвания, США                        | TKO 1 (6)                             | |
| 11                                    | 1 мая 2010                            | Марти Роббинс (23-45-1)               | Johnson County Fairgrounds, Айова-Сити, Айова, США                              | KO 3 (6)                              | Роббинс два раза в нокдауне во 2-м раунде и один раз в 3-м. |
| 10                                    | 19 декабря 2009                       | Кори Соммервилль (1-3-0)              | Cotton Eyed Joe, Ноксвилл, Теннесси, США                                        | TKO 2 (4)                             | |
| 9                                     | 31 октября 2009                       | Стив Маркес (9-14-1)                  | War Memorial Arena, Джонстаун, Пенсильвания, США                                | TKO 1 (4)                             | Маркес три раза в нокдауне. |
| 8                                     | 2 мая 2009                            | Мигель Дельгадо (3-11-0)              | War Memorial Arena, Джонстаун, Пенсильвания, США                                | TKO 3 (4)                             | Дельгадо дважды в нокдауне в 1-м раунде. |
| 7                                     | 21 марта 2009                         | Лукас Родас (3-4-0)                   | U.S. Bank Arena, Цинциннати, Огайо, США                                         | KO 1 (4)                              | Родас дважды в нокдауне. |
| 6                                     | 7 марта 2009                          | Трэвис Хартман (9-10-1)               | Valencia Ballroom, Йорк, Пенсильвания, США                                      | UD 4                                  | Хартман в нокдауне в 4-м раунде. Счёт судей: 40/34 и 40/35 (дважды). |
| 5                                     | 8 ноября 2008                         | Майкл Вильямс (5-6-0)                 | Valencia Ballroom, Йорк, Пенсильвания, США                                      | TKO 2 (4)                             | |
| 4                                     | 22 августа 2008                       | Аарон Андерсон (дебют)                | Johnson County Fairgrounds, Айова-Сити, Айова, США                              | UD 4                                  | |
| 3                                     | 26 июля 2008                          | Деймон Энтойн (8-25-1)                | Valencia Ballroom, Йорк, Пенсильвания, США                                      | UD 4                                  | Счёт судей: 40/36 (все). |
| 2                                     | 3 апреля 2008                         | Филиберто Ньето (1-4-0)               | Michael’s Eighth Avenue, Глен Берни, Мэриленд, США                              | RTD 1 (4)                             | |
| 1                                     | 14 марта 2008                         | Брайан Каммингс (2-0-0)               | Athletic Club, Денвер, Колорадо, США                                            | KO 1 (4)                              | |
| Бой                                   | Дата                                  | Соперник                              | Место проведения                                                                | Результат                             | Примечание |